# Vidal Nuño
Vidal Nuño (né le 26 juillet 1987 à National City, Californie, États-Unis) est un ancien lanceur gaucher de la Ligue majeure de baseball.

## Carrière

### Yankees de New York
Joueur à l'Université Baker au Kansas, Vidal Nuño est repêché par les Indians de Cleveland au 48e tour de sélection en 2009. Après deux saisons en ligues mineures, il est libéré de son contrat par les Indians au printemps 2011 et rejoint les Yankees de New York le 18 juin suivant. En 2013, il gagne le prix James P. Dawson comme meilleure recrue au camp d'entraînement printanier des Yankees. Le lanceur de 25 ans amorce la saison dans les mineures mais est pour la première fois promu aux majeures quelques semaines plus tard. Il fait ses débuts avec New York comme lanceur de relève le 29 avril 2013 face aux Astros de Houston. Nuño joue 22 matchs au total pour les Yankees en 2013 et 2014, dont 17 comme lanceur partant. Sa moyenne de points mérités pour New York s'élève à 4,78 en 78 manches lancées, avec 3 victoires et 7 défaites.

### Diamondbacks de l'Arizona
Le 6 juillet 2014, les Yankees l'échangent aux Diamondbacks de l'Arizona en retour du lanceur partant droitier Brandon McCarthy. 
Malgré une moyenne de points mérités fort respectable de 3,49 en 98 manches lancées au total pour Arizona en 2014 et 2015, Nuño perd 8 rencontres et ne remporte pas un seul match. Il effectue 14 départs en 2014 après son arrivée chez les Diamondbacks, puis effectue 3 sorties en relève au début de la saison suivante.

### Mariners de Seattle
Le 3 juin 2015, Vidal Nuño et le voltigeur Mark Trumbo passent des Diamondbacks aux Mariners de Seattle en échange du releveur gaucher Dominic Leone, du receveur Welington Castillo et de deux joueurs des ligues mineures : le voltigeur Gabby Guerrero et l'arrêt-court Jack Reinheimer. 

### Orioles de Baltimore
Échangé des Mariners aux Dodgers de Los Angeles en retour de Carlos Ruiz le 7 novembre 2016, Nuño est le 19 février suivant transféré aux Orioles de Baltimore, en retour du lanceur droitier des ligues mineures Ryan Moseley.
Il fait 12 sorties et accorde 17 points mérités en seulement 14 manches et deux tiers lancées pour les Orioles en 2017.

### Rays de Tampa Bay
Le 14 décembre 2017, Nuño est réclamé au ballottage par les Rays de Tampa Bay.